# Foert non di dju
Foert non di dju est un recueil de dessins de Pierre Kroll et de textes de Bert Kruismans paru aux éditions Renaissance du livre en 2011.

## Contenu
Foert non di dju traite de la crise politique belge de 2010-2011 qui a touché la Belgique pendant 541 jours entre 2010 et 2011 et des préjugés sur les Wallons et les Flamands. Pour ne privilégier aucune des deux langues principales du pays, les dessins de Kroll sont sous-titrés en néerlandais et les textes de Bert Kruismans sont traduis en français dans le même livre. En plus de nouveaux dessins et textes, le livre reprend aussi plusieurs illustrations de Kroll déjà publiées et certains textes issus des spectacles de Kruismans. Le livre contient une présentation des premiers mois de la crise politique ainsi qu'une présentation des deux auteurs.

## Divers
- Les auteurs insistent avec humour sur le fait qu'un flamand (Bert) et un wallon (Pierre) travaillent ensemble sur un même livre.
- Foert non di dju vient du mélange d'une expression flamande (foert qui se lit /fuʁt/, c'est-à-dire en francisant la prononciation fourte) qui veut dire zut, et d'une expression flamande et wallonne, non di dju qui veut dire nom de Dieu)